# Сибилла Саксен-Лауэнбургская
Сибилла Саксен-Лауэнбургская (нем. Sibylla von Sachsen-Lauenburg ), полное имя  Франциска Сибилла Августа Саксен-Лауэнбургская (нем. Franziska Sibylla Augusta von Sachsen-Lauenburg; 21 января 1675, Ратцебург, герцогство Саксен-Лауэнбург — 10 июля 1733, Эттлинген, маркграфство Баден-Баден) — принцесса из дома Асканиев, дочь Юлия Франца, герцога Саксен-Лауэнбурга; в замужестве маркграфиня Баден-Бадена.

## Биография
Франциска Сибилла Августа Саксен-Лауэнбургская родилась в замке Ратцебург 21 января 1675 года. Она была младшей дочерью герцога Юлия Франца Саксен-Лауэнбургского и принцессы Гедвиги Пфальц-Зульцбахской.
В 1676 году семья переехала в замок Шлакенверт в Чехии, где, вместе со старшей сестрой, принцессой Анной Марией Франциской Саксен-Лауэнбургской, прошло её детство. В 1681 году умерла мать принцесс.
Отец не вступал в повторный брак, хотя герцогство нуждалось в наследнике.
Принцессы были единственными законными потомками герцога, который умер в 1688 году. Законы герцогства Саксен-Лауэнбург разрешали правопреемство в династии по женской линии. Однако пресечение мужской линии дома Асканиев привело к столкновениям между армиями соседних княжеств, стремившихся захватить герцогство.
В 1690 году Франциска Сибилла Саксен-Лауэнбургская вышла замуж за Людвига Вильгельма, маркграфа Баден-Бадена, после смерти которого, она была регентом при несовершеннолетнем наследнике с 1707 по 1727 год. Вдовствующая маркграфиня была меценатом. При ней было построено несколько дворцов и храмов, в том числе дворец Фаворит — её личная резиденция в городе Раштатт.
Она была благочестивой католичкой и неоднократно совершала паломничества, в том числе посетила Айнзидельнское аббатство, где молилась у чудотворной статуи Богоматери Айнзидельнской. Сибилла Саксен-Лауэнбургская умерла в Эттлингене 10 июля 1733 года.

## Брак и потомство
27 марта 1690 года в Рауднитце принцесса Сибилла Саксен-Лауэнбургская сочеталась браком с Людвигом Вильгельмом, маркграфом Баден-Бадена. В этой семье родились девять детей, из которых до совершеннолетия дожили только трое:
- Леопольд Вильгельм Баденский (28.11.1694 — 19.05.1695), умер в младенчестве;
- Шарлотта Баденская (07.08.1696 — 16.01.1700), умерла в младенчестве;
- Карл Йозеф Баденский (30.09.1697 — 09.03.1703), умер в младенчестве;
- Вильгельмина Баденская (14.08.1700 — 16.05.1702), умерла в младенчестве;
- Луиза Баденская (08.05.1701 — 23.09.1707), умерла в младенчестве;
- Людвиг Георг Баденский (07.06.1702 — 22.10.1761), маркграф Баден-Бадена;
- Вильгельм Георг Баденский (05.09.1703 — 16.02.1709), умер в младенчестве;
- Августа Мария Иоганна Баденская (10.11.1704 — 08.08.1726), сочеталась браком с герцогом Людовиком Орлеанским (04.08.1703 — 04.02.1752);
- Август Георг Баденский (14.11.1706 — 21.10.1771), маркграф Баден-Бадена[2].

Также маркграфиня пережила два выкидыша, в 1690 и 1695 годах.